# Departamento de Rivadavia (Salta)
El departamento de Rivadavia es un departamento ubicado en la provincia de Salta, Argentina.
Tiene 25.951 km² y limita al norte con el Estado Plurinacional de Bolivia y la República del Paraguay, al este con las provincias de Formosa y del Chaco, al sur con el departamento de Anta, y al oeste con los de Anta, Orán y San Martín.

## Localidades
- Coronel Juan Solá
- Rivadavia
- Santa Victoria Este
- La Unión
- Los Blancos
- Santa María
- Alto de la Sierra
- Santa Rosa
- Capitán Juan Pagé
- Pluma de Pato

## Parajes
- Alto Verde
- Amberes
- Belgrano
- El Ñato
- El Cocal
- El Breal
- Fiscal 30
- Fiscal 51
- La Corzuela
- La Curvita
- La Esperanza
- La Lonja
- La Puntana
- Martín García
- Misión La Paz
- Palmarcito
- Pozo Cercado
- Pozo el Chañar
- Pozo Hondo
- Puerto La Paz
- San Agustín
- San Felipe
- San Isidro
- San Miguel
- Santa Rosa I,II,yIII
- Suri Pintado
- Vuelta de los Tobas

## Demografía
Según el censo realizado por el INDEC para octubre de 2010 la población del departamento alcanza los 30.357 habitantes.
Para el censo 2022 el departamento registró 38.113 habitantes. Esto representó un aumento en la cantidad de personas del 25,5%.
|           | 1869  | 1895     | 1914    | 1947    | 1960    | 1970   | 1980    | 1991    | 2001    | 2010    | 2022   |
| Población | 1.622 | 9.184    | 5.755   | 9.347   | 11.754  | 12.771 | 17.655  | 20.992  | 27.370  | 30.357  | 38.113 |
| Variación | -     | +466,21% | -37,33% | +62,41% | +25,75% | +8,65% | +38,24% | +18,90% | +30,38% | +10,91% | +25,5  |

Fuente: Instituto Nacional de Estadísticas y Censos, INDEC

## Sismicidad
La sismicidad del área de Salta es frecuente y de intensidad baja, y un silencio sísmico de terremotos medios a graves cada 40 años